# Candela per metre quadrat
La candela per metre quadrat (cd/m²) és la unitat de luminància del Sistema Internacional d'Unitats. Aquesta unitat deriva de la candela i el metre quadrat, les unitats del SI per mesurar la intensitat lumínica i l'àrea, respectivament.
Com a mesura de la llum emesa en una àrea, aquesta unitat s'utilitza sovint per especificar la lluentor d'una pantalla o monitor.
També se la coneix a amb el nom de nit (nt), que es creu que prové de la veu llatina nitere, ‘brillar’.

## Equivalències
Una candela per metre quadrat equival a:
- 10−4 stilbs
- π × 10−4 lamberts
- π apostilbs
- 0,292 pies lambert
- π × 103 skots
- π × 107 brils
- 1 nit